# 小袿
小袿（こうちき）は日本の衣服の1つ。貴族女子のなかでも特に高位の女性が着る上着。

## 概要
鎌倉時代中期の源氏物語の注釈書である『異本紫明抄』によると小袖ほどの丈(つまり身長すれすれくらい)で、三重(中倍のある)の仕立てで、裏には単文(ひとえもん。単衣につかうような菱文)の綾を用いるという。鶴岡八幡宮には鎌倉時代の遺品がある。この下に表着や打衣、重ね袿と単を着て、略礼装とした。
江戸時代には后妃や女官の略礼装、公家夫人の正装として使用された。鎌倉時代の物と異なり丈は裳唐衣の表着と同じくらいで、下に重ね袿を用いず（女御入内で清凉殿に参上の時には重ねたが、古い記録による再興で特殊な例）、単の上に直接着用した。単衣は略してもよい。武家では将軍の御台所や上流大名家の夫人など限られた女性が正月などの大儀に限り使用している。
現在のものは若い皇族女子の衣装で、中倍（なかべ）といって、裏地と表地の間に挟む布を付け加えた袿と同型で袿より大型のもの。裏は平絹で綾は用いない。本来は袿より小型であったのが、大型化したらしい。

## 材質
平安時代中期以降は絹を使用した。